# 42 (album)
42 – czwarty album łódzkiego zespołu wykonującego muzykę hip-hop o nazwie Familia H.P. Ukazał się 30 października 2009. Na płycie, obok siedemnastu premierowych utworów, pojawiają się cztery, które wcześniej ukazały się na EP pt. Mam To We Krwi ("42", "Mamy To We Krwi", "Za Wcześnie, By Umierać" i "Za Zamkniętymi Drzwiami"). Gościnnie pojawiają się O.S.T.R., Zeus, zespół Afront, amerykańscy raperzy - Masta Ace i Emilio Rojas oraz Francuz Al Peco. Za muzykę odpowiadają polscy producenci - Bob Air, O.S.T.R. i Zeus. Za skrecze odpowiadają DJ Haem, DJ Cube, DJ Ease oraz DJ Pray One.

## Lista utworów
Opracowane na podstawie źródła.
| #  | Tytuł                                   | Gościnnie                    | Producent | Czas |
| -- | --------------------------------------- | ---------------------------- | --------- | ---- |
| 1  | "Intro"                                 |                              | O.S.T.R.  | 0:59 |
| 2  | "2-0-0-9"                               | DJ Cube                      | O.S.T.R.  | 2:52 |
| 3  | "Nasza Historia"                        | DJ Cube                      | Bob Air   | 4:12 |
| 4  | "Sandej Czilaut"                        | DJ Cube DJ Haem              | Bob Air   | 3:38 |
| 5  | "Jeden Głos"                            | Al Peco DJ Pray One          | Bob Air   | 4:11 |
| 6  | "42"                                    | DJ Cube                      | O.S.T.R.  | 3:59 |
| 7  | "Mamy To We Krwi"                       | DJ Cube                      | O.S.T.R.  | 3:02 |
| 8  | "Święty Spokój"                         | DJ Cube                      | Zeus      | 3:26 |
| 9  | "Born In New York"                      | Masta Ace DJ Ease            | Bob Air   | 3:41 |
| 10 | "To Wciąż Ja"                           |                              | O.S.T.R.  | 3:52 |
| 11 | "Ogień"                                 | DJ Cube                      | Bob Air   | 3:35 |
| 12 | "Krok Za Daleko"                        | DJ Haem                      | O.S.T.R.  | 3:40 |
| 13 | "Dzień Z Życia Emce 2"                  | DJ Cube                      | Bob Air   | 3:24 |
| 14 | "Niebo"                                 | DJ Haem                      | O.S.T.R.  | 3:38 |
| 15 | "Małe Sprawy"                           | DJ Haem                      | Bob Air   | 4:11 |
| 16 | "Obiecana Ziemia"                       | Afront O.S.T.R. Zeus DJ Cube | O.S.T.R.  | 5:36 |
| 17 | "Pusty Pokój"                           |                              | Bob Air   | 3:45 |
| 18 | "Wyjście"                               |                              | Zeus      | 3:13 |
| 19 | "Zostaną Najtwardsi"                    |                              | O.S.T.R.  | 4:20 |
| 20 | "Za Wcześnie, By Umierać" (bonus track) | DJ Cube                      | O.S.T.R.  | 3:42 |
| 21 | "Za Zamkniętymi Drzwiami" (bonus track) | Emilio Rojas                 | Bob Air   | 4:00 |